# Municipio de Reserve (Pensilvania)
El municipio de Reserve (en inglés: Reserve Township) es un municipio ubicado en el condado de Allegheny en el estado estadounidense de Pensilvania. En el año 2000 tenía una población de 3.856 habitantes y una densidad poblacional de 741.5 personas por km².

## Geografía
El municipio de Reserve se encuentra ubicado en las coordenadas 40°28′42″N 79°59′16″O / 40.47833, -79.98778.

## Demografía
Según la Oficina del Censo en 2000 los ingresos medios por hogar en la localidad eran de $39,201 y los ingresos medios por familia eran $43,298. Los hombres tenían unos ingresos medios de $36,541 frente a los $25,688 para las mujeres. La renta per cápita para la localidad era de $17,676. Alrededor del 8.4% de la población estaban por debajo del umbral de pobreza.